# Scraptia sumatrensis
Scraptia sumatrensis es una especie de coleóptero de la familia Scraptiidae.

## Distribución geográfica
Habita en Sumatra (Indonesia).